# Renilla octodentata
Renilla octodentata är en korallart som beskrevs av Zamponi och Perez 1996. Renilla octodentata ingår i släktet Renilla och familjen Renillidae. Inga underarter finns listade i Catalogue of Life.